# Хуан Хосе Рондон
Хуан Хосе Рондон Делгаділло (ісп. Juan José Rondón; 1790, Санта-Ріта-де-Манапір, нинішній штат Гуаріко, Венесуела — 23 серпня 1822, Валенсія, Венесуела) — венесуельський військовий, полковник республіканської армії під час війни за незалежність від Венесуели і Колумбії, особливо відзначився в битві при Пантано де Варгас в 1819 році та під час визвольної кампанії Нової Гранади.

## Інтернет-ресурси
- El negro Juan José — Periódico El Espectador, Colombia [Архівовано 4 січня 2019 у Wayback Machine.]

| політик | Це незавершена стаття про політичного діяча. Ви можете допомогти проєкту, виправивши або дописавши її. |